# Чемпионат Канады по кёрлингу среди мужчин 1974
Чемпионат Канады по кёрлингу среди мужчин 1974 (англ. 1974 Macdonald Brier) проводился в городе Лондон (провинция Онтарио) с 4 по 10 марта 1974 года. Турнир проводился в 45-й раз. В Онтарио чемпионат проводился в 21-й раз, в Лондоне — впервые.
Победитель получал право представлять Канаду (как «команда Канады»; англ. Team Canada) на чемпионате мира 1974, который проходил в марте 1974 в городе Берн (Швейцария).
В турнире приняло участие 11 команд, представляющих провинции и территории Канады. Это было в последний раз, со следующего чемпионата добавилась команда, представляющая Северо-Западные территории и Юкон
Чемпионом стала (12-й раз в истории чемпионатов) команда, представляющая провинцию Альберта (для команды, которую возглавлял скип Эктор Жерве, это была 2-я победа, до этого он выигрывал чемпионат 1961 года). Серебряные медали завоевала команда, представляющая провинцию Саскачеван (скип Larry McGrath), бронзовые медали — команда, представляющая провинцию Британская Колумбия (скип Джим Армстронг).

## Формат соревнований
Команды играют между собой по круговой системе в один круг.

## Команды
| Команда                 | Четвёртый      | Третий        | Второй         | Первый             | Клуб                          |
| ----------------------- | -------------- | ------------- | -------------- | ------------------ | ----------------------------- |
| Альберта                | Эктор Жерве    | Рон Энтон     | Уоррен Хансен  | Даррел Саттон      | St. Albert CC (St. Albert)    |
| Британская Колумбия     | Джим Армстронг | Берни Спаркс  | Gerry Peckham  | Clark Winterton    | Richmond WC (Ричмонд)         |
| Квебек                  | Джим Урсел     | Bill Ross     | Alf Berting    | Fred Topp          | St. Laurent CC (Мон-Руаяль)   |
| Манитоба                | Don Barr       | Майк Райли    | Doug Holmes    | Брайан Вуд         | Glenboro CC (Glenboro)        |
| Новая Шотландия         | Barry Shearer  | Ken Languille | Tom Fetterly   | Bob Little         | Halifax CC (Галифакс)         |
| Нью-Брансуик            | John Clark     | Brian Mackin  | Sheldon Palk   | John Cormier       | Capital WC (Фредериктон)      |
| Ньюфаундленд и Лабрадор | Fred Wight     | Damien Ryan   | Даг Хадсон     | Keith Wight        | St. John's CC (Сент-Джонс)    |
| Онтарио                 | Пол Сэвидж     | Bob Thomson   | Эд Вереник     | Ron Green          | Scarborough G&CC (Скарборо)   |
| Остров Принца Эдуарда   | Bob Dillon     | John Fortier  | Jerry Muzinka  | Merrill Wiggington | Charlottetown CC (Шарлоттаун) |
| Саскачеван              | Larry McGrath  | Ron St. John  | Wayne St. John | Rod St. John       | Kindersley CC (Kindersley)    |
| Северное Онтарио        | John Ross      | Frank Bell    | Robert Tate    | Russell Tate       | Idylwylde G&CC (Садбери)      |

(скипы выделены полужирным шрифтом)

## Итоговая классификация
| М  | Команда                              | В | П |
| -- | ------------------------------------ | - | - |
| 1  | Альберта (Эктор Жерве)               | 8 | 2 |
| 2  | Саскачеван (Larry McGrath)           | 7 | 3 |
| 3  | Британская Колумбия (Джим Армстронг) | 6 | 4 |
| 4  | Манитоба (Don Barr)                  | 6 | 4 |
| 5  | Онтарио (Пол Сэвидж)                 | 6 | 4 |
| 6  | Квебек (Джим Урсел)                  | 6 | 4 |
| 7  | Нью-Брансуик (John Clark)            | 5 | 5 |
| 8  | Северное Онтарио (John Ross)         | 4 | 6 |
| 9  | Новая Шотландия (Barry Shearer)      | 3 | 7 |
| 10 | Остров Принца Эдуарда (Bob Dillon)   | 3 | 7 |
| 11 | Ньюфаундленд и Лабрадор (Fred Wight) | 1 | 9 |

## Награды
Команда всех звёзд (All-Stars team)
По результатам точности бросков (в процентах) игроков в матчах кругового этапа на каждой позиции определяется команда «всех звёзд».
| Четвёртый (скип)    | Третий               | Второй                              | Первый              |
| ------------------- | -------------------- | ----------------------------------- | ------------------- |
| Джим Урсел · Квебек | Рон Энтон · Альберта | Gerry Peckham · Британская Колумбия | Ron Green · Онтарио |

Ross Harstone Sportsmanship Award
(Приз имени Росса Хардстона за воплощение спортивного духа)
- Larry McGrath ( Саскачеван)